# Pinterest
Pinterest är en webbtjänst eller en social nätverkstjänst där användare kan ladda upp, organisera och dela med sig av sina bilder på digitala anslagstavlor, pinboards. Användarna kan också med hjälp av ett tillägg i webbläsaren spara och dela bilder som de hittar på olika webbplatser på internet. Webbplatsägare bereds möjlighet att publicera en knapp på sin webbplats som automatiskt delar webbplatsens innehåll på besökarens pinboard på Pinterest.
De bilder som användaren publicerar på någon av sina pinboards kallas för pins. Om bilden är hämtad från en extern webbplats skapas automatiskt en länk dit i kommentaren för bilden. En användare kan välja att följa andra användares pinboards och då få uppdateringar i realtid då denna pinboard uppdateras. Hon eller han kan också välja att repin en speciell bild. Detta innebär att bilden läggs till i användarens egen pinboard.
Användaren kan också gilla (engelska like) en pin. Denna publiceras då i en speciell sektion i användarens profil. Pinterests grundare Ben Silbermann var tidigare anställd som supportpersonal på sökmotorföretaget Google.
Silbermann påbörjade utvecklingen av Pinterest i december 2009 och i mars 2010 öppnade Pinterest för användare men då i en stängd betaversion. Pinterest har sedan dess kontinuerligt accepterat nya medlemmar genom att erbjuda befintliga användare möjlighet att bjuda in vänner och bekanta till tjänsten.
Tjänsten utgör också en redaktionell möjlighet för företag att kostnadsfritt lägga upp relevanta säljande bilder. Företag, vars målgrupp är kvinnor, har hittills varit mest framgångsrika på att marknadsföra sig själva på Pinterest. E-handelsföretaget Boticca.com genomförde mellan den 15 mars och 15 april en större studie där 50 000 av deras unika besökare som besökte deras webbsida via Pinterest jämfördes med 50 000 besökare från Facebook. I studien framgick bland annat att besökare via Pinterest spenderade mer än dubbelt så mycket jämfört med besökarna från Facebook.
Pinterest saknar en tydlig intäktsmodell. Källor nära grundaren Ben Silbermann hävdar dock att han har en del idéer om intäktsmodeller men att han vill vänta med att genomföra dem till dess att Pinterest fått en större medlemsbas.

## Användning
I januari 2012 besökte 11,7 miljoner amerikaner Pinterest, och med 10,4 miljoner registrerade användare var Pinterest världens tredje största sociala nätverk efter Facebook och Twitter år 2012. 
Av Pinterests besökare är 80 procent kvinnor och 55 procent i åldrarna 25 till 44 år med en något högre inkomst i jämförelse med den genomsnittliga amerikanskan. Bilder inom områdena heminredning, mat, konsthantverk och mode dominerar på Pinterest. 
Pinterest är det snabbast växande sociala nätverket både i USA och i Europa.[när?] Den snabbast växande marknaden mellan maj 2011 och januari 2012 var Tyskland med en medlemsökning överstigande 2 956 procent. I Spanien ökade besöksantalet med 1 348 procent. I maj 2012 hade Pinterest drygt 40 000 svenska användare. År 2021 hade 22 procent av de svenska internetanvändarna använt Pinterest under det senaste året, men bara 3 procent använde tjänsten varje dag. Högst är användningen bland personer födda på 1990-talet där 33 procent använder Pintrest. Samma undersökning visade 2020 att det var vanligare att kvinnor använde Pinterest än att män gjorde det.

## Upphovsrätt
I Pinterests användarvillkor framgår att användaren ska ha alla rättigheter till bilder som de ”pinnar”. Användaren ger Pinterest rättigheten att kopiera, distribuera och modifiera det material som laddas upp på sidan. Om någon rättstvist uppstår på grund av att användaren har pinnat en upphovsrättsskyddad bild frånsäger sig Pinterest allt ansvar. Detta har föranlett massiv kritik då många hävdar att själva idén med tjänsten därigenom uppmanar till upphovsrättsbrott och att Pinterest tillförskansar sig rätt att sälja upphovsrättsskyddat material. Pinterest har därför valt att ändra sitt avtal och frånsäga sig rätten att distribuera materialet från och med den 6 april 2012. Svenska Fotografers Förbund uppmanar fotografer att kontakta Pinterest om de upptäcker sitt material uppladdat på Pinterest.